# Хрипан (село)
Хрипан (на руски: Хрипань) е село в Раменски район, Московска област, Русия. Населението му през 2010 година е 1010 души.

## География
Хрипан е разположен в централната част на Европейска Русия. Надморската му височина е 128 метра. Намира се на 4 километра от Раменское.

### Климат
Климатът на Хрипан е умереноконтинентален (Dfb по Кьопен) с горещо и сравнително влажно лято и дълга студена зима.